# Gora Meshcherina
Gora Meshcherina är ett berg i Antarktis. Det ligger i Östantarktis. Australien gör anspråk på området. Toppen på Gora Meshcherina är 1 795 meter över havet.
Terrängen runt Gora Meshcherina är huvudsakligen lite kuperad. Trakten är obefolkad. Det finns inga samhällen i närheten.